# Middelhavet Rundt
Middelhavet Rundt (fransk:Le Tour méditerranéen cycliste professionnel) er et professionelt etapecykelløb som bliver afholdt langs Middelhavet i sydfrankrig.
Løbet blev første gang kørt i 1974, og siden 2005 har det vært en del af UCI Europe Tour. Fra 1974 til 1977 hed løbet
Trophée Méditerranéen.
Mange kendte Grand Tour-vindere og verdensmestre har vundet Middelhavet Rundt, blandt andre Eddy Merckx, Gianni Bugno, 
Gerrie Knetemann (tre gange), og  Paolo Bettini.

## Resultater

### Middelhavet Rundt
| År   | Vinder                 | Toer                   | Treer                  |
| ---- | ---------------------- | ---------------------- | ---------------------- |
| 1974 | Charles Rouxel         | Cyrille Guimard        | Jacques Mourioux       |
| 1975 | Joseph Bruyère         | Bernard Labourdette    | Patrick Perret         |
| 1976 | Roy Schuiten           | Roland Salm            | Michel Laurent         |
| 1977 | Eddy Merckx            | Wilfried Wesemael      | Jean Chassang          |
| 1978 | Gerrie Knetemann       | Joseph Bruyère         | Jean-Luc Vandenbroucke |
| 1979 | Michel Laurent         | Gerrie Knetemann       | Jos Schipper           |
| 1980 | Gerrie Knetemann       | Henk Lubberding        | Michel Laurent         |
| 1981 | Stefan Mutter          | Graham Jones           | Marcel Tinazzi         |
| 1982 | Michel Laurent         | Greg LeMond            | Raniero Gradi          |
| 1983 | Gerrie Knetemann       | Joop Zoetemelk         | Steven Rooks           |
| 1984 | Jean-Claude Bagot      | Stephen Roche          | Stefan Mutter          |
| 1985 | Phil Anderson          | Éric Caritoux          | Stephen Roche          |
| 1986 | Jean-François Bernard  | Joël Pelier            | Jean-Marie Grezet      |
| 1987 | Gerrit Solleveld       | Eric Van Lancker       | Francesco Moser        |
| 1988 | Jan Nevens             | Charly Mottet          | Luc Leblanc            |
| 1989 | Tony Rominger          | Luc Roosen             | Roland Le Clerc        |
| 1990 | Gérard Rué             | Tony Rominger          | Vjatjeslav Jekimov     |
| 1991 | Phil Anderson          | Tony Rominger          | Julián Gorospe         |
| 1992 | Rolf Gölz              | Ronan Pensec           | Laurent Madouas        |
| 1993 | Charly Mottet          | Heinz Imboden          | Pascal Lance           |
| 1994 | Davide Cassani         | Jevgenij Bersin        | Laurent Brochard       |
| 1995 | Gianni Bugno           | Roberto Petito         | Davide Rebellin        |
| 1996 | Frank Vandenbroucke    | Fabio Baldato          | Wladimir Belli         |
| 1997 | Emmanuel Magnien       | Michele Bartoli        | Francesco Frattini     |
| 1998 | Rodolfo Massi          | Bo Hamburger           | Richard Virenque       |
| 1999 | Davide Rebellin        | Michael Boogerd        | Wladimir Belli         |
| 2000 | Laurent Jalabert       | Bobby Julich           | Jonathan Vaughters     |
| 2001 | Davide Rebellin        | David Moncoutié        | Laurent Brochard       |
| 2002 | Michele Bartoli        | Paolo Tiralongo        | Michael Boogerd        |
| 2003 | Paolo Bettini          | Laurent Brochard       | Sylvain Chavanel       |
| 2004 | Jörg Jaksche           | Ivan Basso             | Jens Voigt             |
| 2005 | Jens Voigt             | Fränk Schleck          | Franco Pellizotti      |
| 2006 | Cyril Dessel           | Aleksandr Botjarov     | Pietro Caucchioli      |
| 2007 | José Iván Gutiérrez    | Ricardo Serrano        | Vladimir Efimkin       |
| 2008 | Aleksandr Botjarov     | David Moncoutié        | Michael Albasini       |
| 2009 | Luis León Sánchez      | Jussi Veikkanen        | Daniel Martin          |
| 2010 | Rinaldo Nocentini      | Maksim Iglinskij       | Johnny Hoogerland      |
| 2011 | David Moncoutié        | Jean-Christophe Péraud | Wout Poels             |
| 2012 | Jonathan Tiernan-Locke | Michel Kreder          | Daniel Navarro         |
| 2013 | Thomas Lövkvist        | Jean-Christophe Péraud | Francesco Reda         |
| 2014 | Steve Cummings         | Jean-Christophe Péraud | Riccardo Zoidl         |

### La Méditerranéenne
| År   | Vinder        | Toer               | Treer         |
| ---- | ------------- | ------------------ | ------------- |
| 2016 | Andrij Hryvko | Matthieu Ladagnous | Jan Bakelants |